# Jeux sud-américains de plage
Les Jeux sud-américains de plage (Juegos Suramericanos de Playa en espagnol) sont une compétition sportive regroupant des disciplines qui se déroulent sur la plage. Ils sont organisés par l'Organisation sportive sud-américaine (ODESUR).

## Historique
Les premiers Jeux sud-américains de plage se tiennent en décembre 2009 dans les villes uruguayennes de Montevideo et Punta del Este, et voient s'affronter plus d'un millier d'athlètes de quinze pays dans dix disciplines.

## Éditions
| Édition | Année | Ville                     | Pays      | Dates                |
| ------- | ----- | ------------------------- | --------- | -------------------- |
| I       | 2009  | Montevideo/Punta del Este | Uruguay   | 3 - 23 décembre 2009 |
| II      | 2011  | Manta                     | Équateur  | 2 - 12 décembre 2011 |
| III     | 2014  | Vargas                    | Venezuela | 14 - 24 mai 2014     |
| IV      | 2019  | Rosario                   | Argentine | 14 - 23 mars 2019    |
| V       | 2023  | Santa Marta               | Colombie  | 14 - 21 juillet 2023 |